# La bella e la bestia (film 1977)
La bella e la bestia è un film a episodi drammatico/erotico del 1977 diretto da Luigi Russo; è diviso in quattro episodi, ciascuno dei quali illustra una parafilia ed è ambientato in un'epoca diversa. Il regista ne ha curato anche soggetto, sceneggiatura e montaggio.

## Trama

### La schiava
Dedicato al sadomasochismo, alla più algida e fiera delle schiave del suo harem, il crudele zar Vladimiro concede per un giorno il potere assoluto, che ella sfrutta per umiliare l'autocrate fino a costringerlo ad assistere alla sua penetrazione da parte d'uno schiavo nero superdotato. Il giorno dopo lo zar la fa sbranare dai cani. 

### Zooerastia
La giovane e avvenente Varvara, amazzone provetta, è sposata a un anziano magnate, il più ricco della Russia, che tradisce regolarmente con lo stalliere tra i nitriti dei cavalli della scuderia. Il marito si vendica atrocemente costringendo il rivale al suicidio, poi rinchiude la moglie col cadavere e due cani in una stalla senza dare loro cibo. La donna si consola eccitando le bestie che la sbranano per fame. 

### La fustigazione
Thomas, giovane studente di buona famiglia, viene punito a bacchettate sulle dita e sulle natiche dal precettore per il suo scarso impegno negli studi e dalla madre, che l'ha sorpreso a spiarla mentre s'accoppia con l'amante o si masturba. Finirà per prenderci gusto e per iniziare alle pratiche flagellatorie anche la bella compagna di giochi.

### La promessa
Giovanna, giovanissima e illibata promessa sposa, apprezza le carezze della sarta che le sta cucendo l'abito e disdegna il futuro marito, ma soprattutto vorrebbe che a deflorarla fosse il cugino Eric, al quale aveva promesso la verginità. Le sollecitazioni di Giovanna avranno l'effetto sperato, ma Eric preferirà rivolgere le sue attenzioni alla via più stretta, preservando così l'onore della cugina.